# Бойова кінозбірка № 4
«Бойова кінозбірка № 4» — четвертий радянський художній фільм серії з тринадцяти бойових кінозбірок, що вийшли в роки Великої Вітчизняної війни. Знімався на московській кіностудії «Союздитфільм» в дні наступу нацистів на Москву. Кінозбірка вийшла на екрани 9 вересня 1941 року.

## Сюжет
Бойова кінозбірка складається з трьох новел, об'єднаних конферансом Любові Орлової в ролі листоноші Стрілки, героїні комедії «Волга, Волга», яка якось разом з листами привозить нові картини…

### «Британський флот»
Монтаж британської кінохроніки.

### «Патриотка»
Велика Вітчизняна війна. Один з радянських броньовиків, отримавши пробоїну в бензобаку, виходить з ладу. Стрілець екіпажу відправляється в найближчий населений пункт за пальним. По дорозі герой зустрічає молоду трактористку. Дівчина повідомляє про те, що німці скинули повітряний десант і зганяють все населення на будівництво злітно-посадкового майданчика. Вона береться сама принести бензин. Обдуривши німецьких солдатів, буквально з-під носа ворога дівчина спритно виносить два відра бензину, і, зайнявши місце пораненого водія, впевнено веде бойову машину на нацистів. Побачивши несподіване підкріплення, жителі селища нападають на нацистських парашутистів і швидко розправляються з ворогом.
| У ролях - Зоя Федорова — Франя - Володимир Володін — дядько Володя - Єлизавета Кузюріна — дівчина шофер - Олександр Баранов — командир танка - Павло Шпрингфельд — танкіст Зотов - Олена Максимова — колгоспниця - Андрій Файт — німецький офіцер - Володимир Уральський — старий - Олексій Єгоров — хлопець | Знімальна група - Автор сценарію: Євген Помєщиков, Микола Рожков - Режисер: Василь Пронін - Оператор: Олександр Шеленков |

### «Наказ виконано»
Про подвиг червоноармійця Бакова, що доставив в частину тягач з боєприпасами. В основі сюжету — повідомлення Радінформбюро.
| У ролях - Володимир Соловйов — Володимир Романович Тюрін, капітан - Дмитро Павлов — Михайло Баков, боєць - Сергій Пожарський — таратора - Володимир Чувельов — тракторист - Олександр Смирнов — боєць | Знімальна група - Автор сценарію: Геннадій Фіш, Костянтин Ісаєв - Режисер: Юхим Арон - Оператор: Олександр Гальперін - Композитор: Лев Шварц |

## Знімальна група
- Автор сценарію: Григорій Александров, Моріс Слободськой
- Режисер: Григорій Александров
- Оператор: Борис Петров
- Художник: Людмила Блатова
- Композитор: Вано Мураделі